# IC 1704
IC 1704 је спирална галаксија у сазвјежђу Рибе која се налази на листи објеката дубоког неба у Индекс каталогу.
Деклинација објекта је + 14° 46' 33" а ректасцензија 1h 27m 9,5s. Привидна величина (магнитуда) објекта IC 1704 износи 13,3 а фотографска магнитуда 14,1. IC 1704 је још познат и под ознакама UGC 1027, MCG 2-4-52, CGCG 436-54, IRAS 01244+1431, PGC 5411.